# Pocota
Pocota là một chi ruồi trong họ Syrphidae.